# Suramericano de Natación de 2004 - 4×200 m. Libre Femenino
La prueba de 4x200 m libre femenino del campeonato sudamericano de natación de 2004 se realizó el 25 de marzo de ese año, cerrando el primer día de competencias del campeonato.

## Medallistas
| Evento        | Oro                                                                                   | Plata                                                                  | Bronce                                                                               |
| ------------- | ------------------------------------------------------------------------------------- | ---------------------------------------------------------------------- | ------------------------------------------------------------------------------------ |
| 4X200 m libre | Brasil · Ana Muniz · Mariana Brochado · Monique Ferreira · Joanna Maranhao · 8:29.34. | Argentina Cecilia Biagioli María Zabala Ximena Mascia Johnson 8:40.41. | Venezuela · Diana López · Daniela Aponte · Corina Goncalvez · Yanel Pinto · 8:44.32. |

## Resultados
| Posición | Carril | Nadadoras                                                   | Tiempo   |
| -------- | ------ | ----------------------------------------------------------- | -------- |
| 1        |        | Ana Muniz Mariana Brochado Monique Ferreira Joanna Maranhao | 8:29.34. |
| 2        |        | Cecilia Biagioli María Zabala Ximena Mascia Johnson         | 8:40.41. |
| 3        |        | Diana López Daniela Aponte Corina Goncalvez Yanel Pinto     | 8:44.32. |
| 4        |        | Paola Duguet Marcela Aguirre Victoria Tafur Laura Gómez     | 8:48.16  |
| 5        |        | Carolina Endler Monica Casanegra Toledo Kristel Kobrich     | 8:55.15  |
| 6        |        | Sofia Salazar Nicole Mármol Toledo Yamile Bahamonde         | 9:01.66  |
| 7        |        | Carla Benavides María Del Águila Karina Clavo María Wong    | 9:02.26  |